# Erythroxylum socotranum
Erythroxylum socotranum là một loài thực vật thuộc họ Erythroxylaceae. Đây là loài đặc hữu của Yemen. Môi trường sống tự nhiên của chúng là vùng nhiều đá. Chúng hiện đang bị đe dọa vì mất môi trường sống.